# Kommersbuch

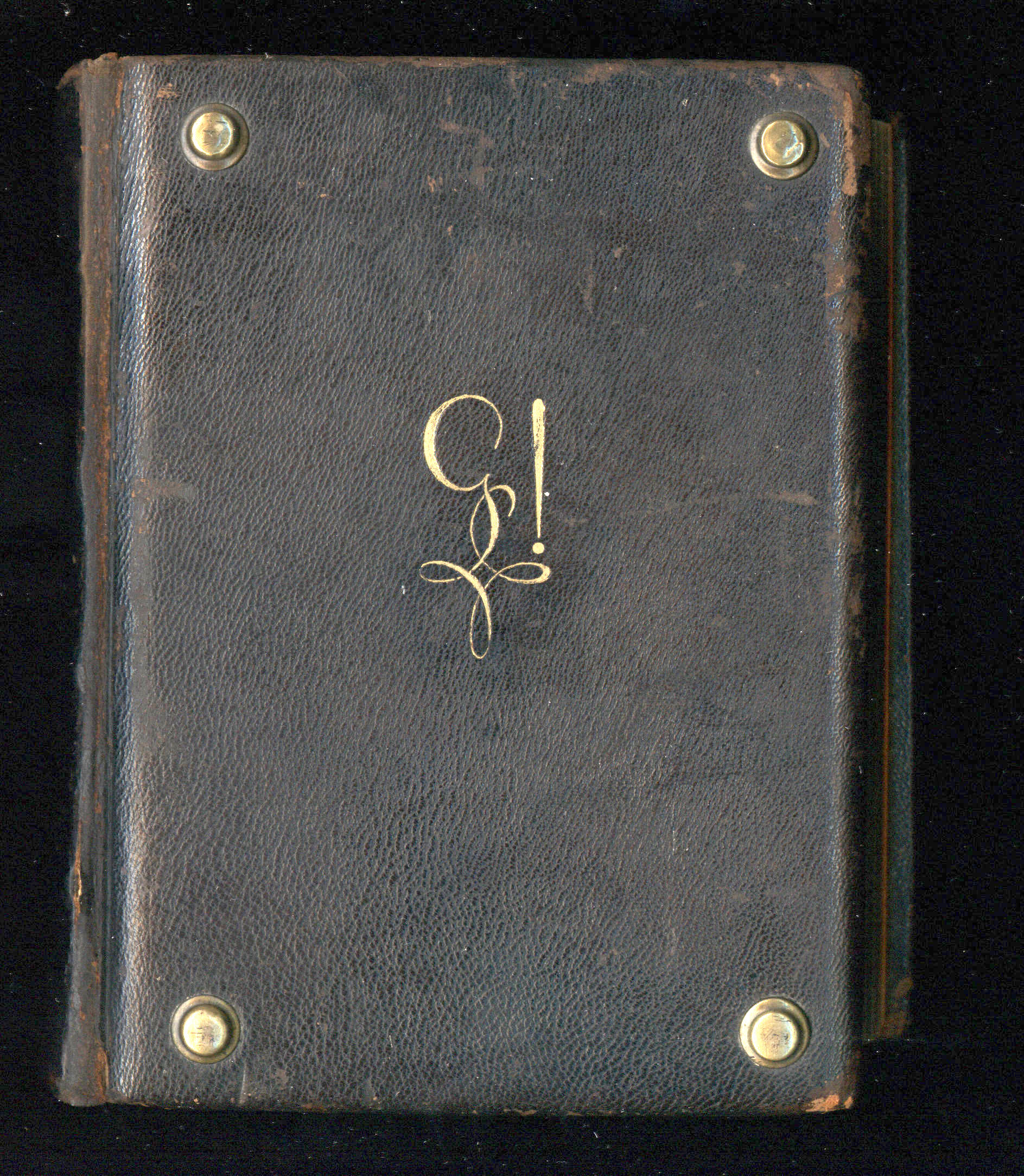
Einband eines Kommersbuches mit Biernägeln und goldgeprägtem Zirkel, um 1900

Ein Kommersbuch (Betonung auf der zweiten Silbe; auch Commersbuch) ist ein Liederbuch der Studentenverbindungen, in dem passendes Liedgut für Kneipen und Kommerse gesammelt ist. Neben Studentenliedern enthält ein Kommersbuch meist auch zahlreiche Volkslieder. In der Schweiz und in Österreich werden Kommersbücher traditionell auch „Kantusprügel“ genannt. Der Einband gebundener Kommersbücher ist häufig mit Biernägeln versehen. Diese halbkugel- oder pyramidenförmigen Ziernägel verringern das Risiko, dass das flach auf dem Tisch liegende Buch mit vergossenem Bier in Berührung kommt.

## Das Allgemeine Deutsche Kommersbuch

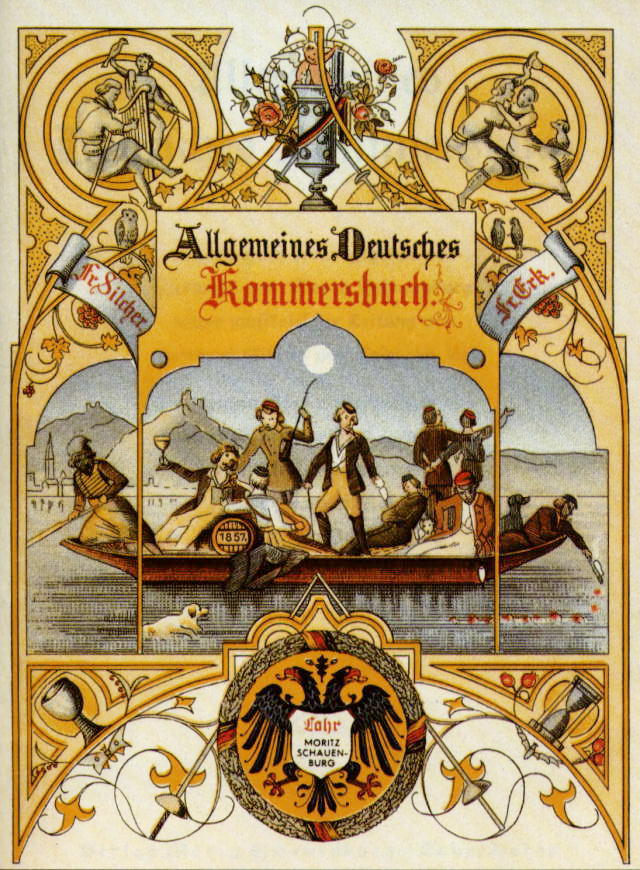
Titellithographie zum Allgemeinen Deutschen Kommersbuch unter Verwendung einer Originalzeichnung von Caspar Scheuren, 1858

Am bekanntesten im deutschsprachigen Raum ist das Allgemeine Deutsche Kommersbuch (ADK, auch Lahrer Kommersbuch), das erstmals 1858 erschien und im Jahre 2021 seine 167. Auflage erfuhr. Das ADK wird eigens für den Besteller von Hand gebunden und entsprechend den Wünschen des Bestellers ausgestattet, etwa in Leder, seltener in Pergament gebunden, mit Biernägeln versehen, mit dem Zirkel der Verbindung und mit Farbschnitt gestaltet. Daneben gibt es auch preisgünstigere Standardausführungen und eine Taschenausgabe. Das ADK erschien bis 1999 im Verlag Moritz Schauenburg, seit der 161. Auflage aus dem Jahr 2000 im Morstadt Verlag in Kehl.
Kommersbücher werden auch von studentischen Korporationsverbänden herausgegeben. Viele Verbindungen besitzen auch eigene Kommersbücher. Auf der Kneipe wird zwischen dem Großen Kommersbuch (beispielsweise dem ADK) und dem eigenen Kleinen Kommersbuch unterschieden.
Das Große Kommersbuch wird nur selten außerhalb des eigenen Korporationshauses verwendet. Auf Kommersen, die außerhalb des Hauses in gemieteten Festsälen stattfinden, werden gewöhnlich eigens dafür gedruckte Liederhefte verwendet, die zugleich das Kommersprogramm enthalten.

## Regionale und nationale Kommersbücher
Von der Universität Leipzig ist ein Kommersbuch aus dem Jahre 1816 erhalten. Es trägt eine Widmung von Heinrich Moritz Chalybäus, datiert vom 15. August 1824. Aus dem Nachlass von Christian Helfer kam es in das Archiv des Corps Thuringia Leipzig.

### Österreich
In Österreich ist neben dem ADK das Österreichische Kommersbuch verbreitet, das 1965 erstmals erschien und 1984 eine zweite, veränderte Auflage erfuhr. Es wird insbesondere von katholischen Studentenverbindungen verwendet. Diese zweite Auflage wurde 2015 durch eine völlig neu redigierte Fassung abgelöst.
1880 erschien mit dem Commersbuch der Wiener Studenten das erste explizit für die Universitätsstädte der Donaumonarchie gedachte und gegen die großdeutsch orientierten Burschenschaften gerichtete Kommersbuch (→ Siehe auch: Schwört bei dieser blanken Wehre)

### Schweiz
In der Schweiz ist das 1991 erstmals herausgegebene Schweizer Commersbuch gebräuchlich. Eine Besonderheit in der Schweiz ist, dass man sein persönliches Kommersbuch besitzt und auf Kneipen anderer Verbindungen mitnimmt. Das Kommersbuch dient in der Schweiz oft zugleich als eine Art Stammbuch.
Die Studentengesangvereine Zürich und Bern geben eigene Sammlungen heraus. Die Ausgaben von 1926, 1946, 1966 und 1989 waren beiden Verbindungen gemeinsam. Die Ausgaben Zürich 2006 und Bern 2009 beruhen auf demselben Stammrepertoire, das sie in unterschiedlicher Weise ergänzen. Neben dem traditionellen Kommersbuch-Repertoire enthalten beide Bücher überwiegend mehrstimmige Sätze teils aus der Männerchor-Tradition, teils über ältere und neuere Studentenlieder.

### Belgien

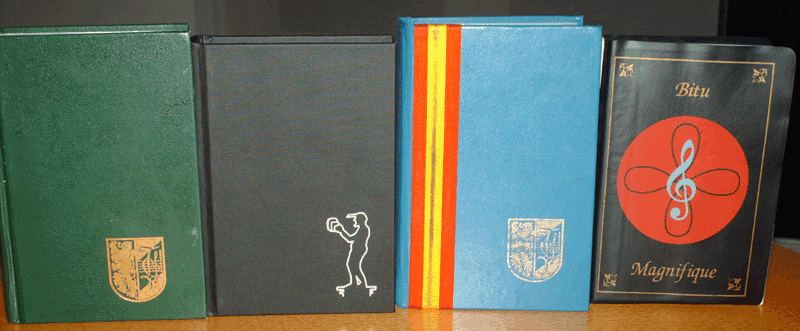
Belgische Kommersbücher: Grüner Studentencodex, Codex Studiosorum Bruxellensis, Blauer Studentencodex und Bitu Magnifique (v. l. n. r.)

Das meistverwendete Kommersbuch im flämischen Teil Belgiens ist der Studentencodex, der ebenfalls oft zugleich die Funktion eines Stammbuchs hat. Es wird vom Dachverband der flämischen katholischen Studentenverbindungen, dem Katholiek Vlaams Hoogstudentenverbond (KVHV) herausgegeben und existiert in einer grüngebundenen Ausgabe für die Provinzen Flämisch-Brabant, Antwerpen und Limburg sowie einer blaugebundenen Ausgabe für Ostflandern und Westflandern. Die erste Auflage des Studentencodex wurde 1955 in Leuven veröffentlicht, 2003 erschien die dreizehnte, veränderte Auflage. In dieser Zeit stieg die Liederzahl von 277 auf 324. 
Seit 2023 wird das Kommersbuch „Leuvens Liedboek“ herausgegeben, dass den gleichen Namen wie sein Mutterverein trägt. Die leuvensche Identität ist darin zentral.
In Brüssel findet der säkularisierte Codex Studiosorum Bruxellensis Verwendung. Im wallonischen Landesteil ist der französischsprachige Bitu Magnifique verbreitet.